# Daktil
Daktil (iz grške besede δάκτυλος, dáktylos - »prst«) je vrsta ritma, ki je sestavljen iz treh zlogov. Začne se z naglašenim (v rabi tudi poudarjenim) zlogom, nato pa sledita dva nenaglašena (nepoudarjena). V pesmih s trozložnim merilom (daktil, anapest in amfibrah) je shema metra skoraj dosledno realizirana, jamb in trohej pa dopuščata značilne odklone od metrične sheme. Nenaglašene zloge označujemo z U, naglašene pa z –. Shema daktila je torej taka: – U U. Meje besed se redko ujemajo z mejami stopic. Daktil izvira iz antične Grčije, kjer so se izmenjevali dolgi in kratki glasovi. V zlogovnonaglasnem verzu se menjujejo naglašeni in nenaglašeni zlogi. Daktilski verzi so lahko dolgi od 2 do nekako 16 zlogov, najpogostejši pa so 4-, 5-, 7-, 8-, 10- in 11-zložni.

## Primeri
Daktilski deseterec (– U U – U U – U U –)
Trte se jokajo, potlej rode,

kteri pit hočejo, naj se pote.

(Valentin Vodnik: Sušec ali marcius)
Daktilski enajsterec (– U U – U U – U U – U)
Drug ti je v skŕbno nastavljene mreže

(France Prešeren: Sila spomina)
Ni nujno, da imajo vsi verzi v neki pesmi enako število zlogov. V pesmi Franceta Prešerna V spomin Andreja Smoleta se izmenjujejo 11-zložni in 10-zložni verzi, da ima vsaka kitica shemo: D 11-10-11-10. Gre torej za preplet daktilskega enajsterca in deseterca.
Zbrani prijatlji v spomin ga pijemo

tvojih veselih in žalostnih dni;

zraven si take zdravljice pojemo,

de ni nesrečen, kdor v grobu leži.
Pri Valentinu Vodniku pa najdemo preplet daktilskega šesterca in peterca v pesmi Milica milena.
Solze pretakala,

Šmarnice plela

Mileta čakala,

Pesmice pela.